# Alizée Patiès
Alizée Patiès, née le 29 décembre 1995 à Reims, est une triathlète française, championne de France de triathlon cross en 2019 et du monde en2025.

## Biographie
Alizée Patiès est née à Reims et vit à Dijon, elle est championne de France de triathlon cross en 2019 à Bouzigues. Elle est entraînée dans le Team Organicoach Xterra des Alpes-de-Haute-Provence. En 2021, elle est victime d'un burn-out mais elle obtiendra ses plus beaux résultats l'année d'après, avec entre autres une médaille de bronze aux championnats du monde Xterra à Molveno en italie.

## Palmarès en triathlon
Le tableau présente les résultats les plus significatifs (podium) obtenus sur le circuit international de triathlon depuis 2018.
| Année | Compétition                               | Pays      | Position           | Temps           |
| ----- | ----------------------------------------- | --------- | ------------------ | --------------- |
| 2025  | Championnats du monde de triathlon cross  | Espagne   | Médaille d'or      | 2 h 14 min 10 s |
| 2022  | Championnats du monde Xterra              | Italie    | Médaille de bronze | 3 h 18 min 39 s |
| 2022  | Championnats d'Europe Xterra              | Tchéquie  | Médaille d'argent  | 2 h 59 min 21 s |
| 2022  | Championnats de France de triathlon cross | France    | Médaille d'argent  | 2 h 12 min 12 s |
| 2022  | Xterra Grèce                              | Grèce     | Médaille d'or      | 2 h 49 min 50 s |
| 2022  | Xterra Tahiti                             | France    | Médaille d'or      | 3 h 7 min 26 s  |
| 2022  | Xterra Lake Scanno                        | Italie    | Médaille d'or      | 3 h 27 min 52 s |
| 2022  | Xterra Allemagne (Short Track)            | Allemagne | Médaille d'or      | 36 min 45 s     |
| 2022  | Xterra République Tchéque (Short Track)   | Tchéquie  | Médaille d'or      | 41 min 7 s      |
| 2021  | Championnats de France de triathlon cross | France    | Médaille d'argent  | 1 h 51 min 35 s |
| 2020  | Championnats de France de triathlon cross | France    | Médaille d'argent  | 1 h 51 min 42 s |
| 2019  | Championnats de France de triathlon cross | France    | Médaille d'or      | 2 h 33 min 23 s |
| 2019  | Xterra France                             | France    | Médaille d'argent  | 3 h 35 min 8 s  |
| 2018  | Championnats de France de triathlon cross | France    | Médaille d'argent  | 2 h 17 min 34 s |